# Craig Edwards
Craig Edwards, né le 19 mai 1955 à Los Angeles, est un joueur de tennis professionnel américain.

## Carrière
En 1980, il remporte avec Eddie Edwards le tournoi Challenger de Bruxelles. Ils atteignent deux autres finales en double en 1981 à Adélaïde et Stuttgart.
Son meilleur résultat dans les tournois du Grand Chelem est une demi-finale en double à l'Open d'Australie 1980. Il atteint également les quarts de finale en 1981.

## Palmarès

### Finales en double messieurs
| No | Date       | Nom et lieu du tournoi         | Catégorie       | Dotation | Surface      | Vainqueurs                  | Partenaire    | Score         |  |
| -- | ---------- | ------------------------------ | --------------- | -------- | ------------ | --------------------------- | ------------- | ------------- |  |
| 1  | 05-01-1981 | South Australian Open Adélaïde |                 | 50 000 $ | Gazon (ext.) | Colin Dibley John James     | Eddie Edwards | 6-3, 6-4      |  |
| 2  | 23-03-1981 | Stuttgart Indoor Stuttgart     | GP World Series | 75 000 $ | Dur (int.)   | Buster Mottram Nick Saviano | Eddie Edwards | 3-6, 6-1, 6-2 |  |